# 青森連隊区
青森連隊区（あおもりれんたいく）は、大日本帝国陸軍の連隊区の一つ。当初は青森県の一部、後に同県全域の徴兵・召集等兵事事務を取り扱った。岩手県の一部を管轄した時期もあった。実務は青森連隊区司令部が執行した。1945年（昭和20年）、同域に青森地区司令部が設けられ、地域防衛体制を担任した。

## 沿革
日本陸軍の内地19個師団体制に対応するため陸軍管区表が改正（明治40年9月17日軍令陸第3号）となり、1907年（明治40年）10月1日、青森連隊区が新設され、第8師管第4旅管に属した。次のとおり弘前連隊区から編入した青森県・岩手県の一部が管轄区域に定められた。
- 青森県

青森市・下北郡・上北郡・三戸郡・東津軽郡
- 岩手県

九戸郡・下閉伊郡・二戸郡
1925年（大正14年）4月6日、日本陸軍の第三次軍備整理に伴い陸軍管区表が改正（大正14年軍令陸第2号）され、同年5月1日、旅管は廃され引続き第8師管に属した。弘前連隊区が廃止され、旧弘前連隊区から青森県弘前市・北津軽郡・南津軽郡・中津軽郡・西津軽郡を編入し、岩手県区域を盛岡連隊区へ移管して、管轄区域は青森県全域となった。
この区域が終戦まで続くが、1940年（昭和15年）8月1日、青森連隊区は北部軍管区弘前師管に属することとなった。ただし、北部軍管区を管轄とする北部軍司令部が設置される同年12月2日まで、弘前師管は東部軍管区に属した。1944年（昭和19年）3月25日、弘前師管は東部軍管区に所属を変更した。1945年2月11日、弘前師管は新設の東北軍管区に所属が変更された。同年には作戦と軍政の分離が進められ、軍管区・師管区に司令部が設けられたのに伴い、同年3月24日、連隊区の同域に地区司令部が設けられた。地区司令部の司令官以下要員は連隊区司令部人員の兼任である。同年4月1日、弘前師管は弘前師管区と改称された。

## 司令官
| 代         | 氏名       | 階級       | 在任期間               | 出身校・期 | 前職                             | 後職                                         | 備考             |
| 青森連隊区 | 青森連隊区 | 青森連隊区 | 青森連隊区             | 青森連隊区 | 青森連隊区                       | 青森連隊区                                   |                  |
| ---------- | ---------- | ---------- | ---------------------- | ---------- | -------------------------------- | -------------------------------------------- | ---------------- |
| 1          | 杉本四郎   | 歩兵少佐   | 1907.10.3 - 1907.3.6   | 陸士旧8期  | 弘前連隊区司令部附               | 待命                                         |                  |
| 2          | 安満欽一   | 歩兵中佐   | 1912.3.8 - 1915.2.15   | 陸士6期    | 歩兵第5連隊附                    | 歩兵第33連隊長                               |                  |
| 3          | 高津幾太郎 | 歩兵中佐   | 1915.2.15 - 1916.11.15 | 陸士旧11期 | 歩兵第64連隊附                   | 歩兵第58連隊長                               |                  |
| 4          | 関東       | 歩兵大佐   | 1916.11.15 - 1918.7.24 | 陸士6期    | 歩兵第5連隊附                    | 歩兵第29連隊長                               |                  |
| 5          | 松野亀雄   | 歩兵中佐   | 1918.7.24 - 1921.6.28  | 陸士8期    | 歩兵第26連隊附                   | 台湾歩兵第2連隊                              |                  |
| 6          | 宇治虎雄   | 歩兵中佐   | 1921.6.28 - 1923.8.6   | 陸士8期    | 歩兵第42連隊附                   | 待命                                         |                  |
| 7          | 武田秀一   | 歩兵大佐   | 1923.8.6 - 1924.8.20   | 陸士12期   | 陸軍歩兵学校教育部教官           | 陸軍歩兵学校教導連隊長 兼 教官 兼 研究部部員 |                  |
| 8          | 大塚謙一郎 | 歩兵大佐   | 1924.8.20 - 1926.3.2   | 陸士11期   | 近衛歩兵第2連隊附                | 待命                                         |                  |
| 9          | 村岡利三郎 | 歩兵大佐   | 1926.3.2 - 1928.3.8    | 陸士13期   | 歩兵第47連隊附                   | 待命                                         |                  |
| 10         | 大島一生   | 歩兵大佐   | 1928.3.8 - 1929.8.1    | 陸士14期   | 福島連隊区司令部部員             | 待命                                         |                  |
| 11         | 渡邊良助   | 歩兵大佐   | 1929.8.1 - 1931.8.1    | 陸士15期   | 水戸連隊区司令部部員             | 待命                                         |                  |
| 12         | 大沼直輔   | 歩兵大佐   | 1931.8.1 - 1932.12.7   | 陸士15期   | 第2師団司令部副官                | 第8師団司令部附                              |                  |
| 13         | 北原一視   | 歩兵大佐   | 1932.12.7 - 1934.3.5   | 陸士17期   | 近衛師団司令部附 兼 上智大学服務 | 歩兵第7連隊長                                |                  |
| 14         | 村上嘉市   | 歩兵大佐   | 1934.3.5 - 1936.3.7    | 陸士19期   | 神戸連隊区司令部部員             | 待命                                         |                  |
| 15         | 鈴木重義   | 歩兵大佐   | 1936.3.7 - 1939.3.9    | 陸士19期   | 第9師団司令部附                  |                                              |                  |
| 16         | 平山清治   | 歩兵大佐   | 1939.3.9 - 1940.8.1    | 陸士23期   |                                  |                                              |                  |
| 17         | 伊藤平八   | 歩兵大佐   | 1940.8.1 - 1943.7.     | 陸士24期   |                                  |                                              |                  |
| 18         | 鈴木重義   | 陸軍少将   | 1945.3.31 -            | 陸士19期   |                                  |                                              | 兼青森地区司令官 |
| 19         | 相田俊二   | 陸軍中将   | - 1945.9.7             | 陸士23期   |                                  | 陸軍歩兵学校附                               |                  |
| 20         | 奥村半二   | 陸軍中将   | 1945.9.7 - 廃止        | 陸士25期   | 陸軍歩兵学校附                   |                                              |                  |